# Agujero negro virtual
En la gravedad cuántica, un agujero negro virtual es un agujero negro que tiene una existencia temporal como resultado de una fluctuación cuántica del espacio-tiempo. Son un ejemplo de la espuma cuántica y de la gravedad, son el análogo de los electrones-positrones pares encontrado en la electrodinámica cuántica. Argumentos teóricos sugieren que los agujeros negros virtuales deben tener una masa del orden de la masa de Planck, la vida es alrededor del tiempo de Planck, y se presentan con una densidad de número de aproximadamente uno por volumen de Planck.
De existir los agujeros negros virtuales, ellos proporcionan un mecanismo para la desintegración de los protones. La razón de esto es que cuando el agujero negro aumenta su masa a través de una masa que se cae en el agujero, y luego disminuye cuando la radiación de Hawking es emitida por el agujero, las partículas elementales emitidas en general no serán las mismas que las que cayeron.
Por lo tanto, si dos del componentes de un protón como los quarks se caen en un agujero negro virtual, es posible que un antiquark y un leptón puedan surgir, violando así la conservación del número bariónico. La existencia de los agujeros negros virtuales agrava la paradoja de la pérdida de información del agujero negro, como cualquier proceso físico potencialmente pueden ser interrumpidos por la interacción con un agujero negro virtual.